# Jacqueline Fernandez
Jacqueline Fernandez (née le 11 août 1985) est une actrice et mannequin srilankaise. Elle a remporté Miss Sri Lanka 2006 et a représenté son pays à Miss Univers 2006. Diplômée en communication de masse de l'université de Sydney, elle a travaillé comme journaliste à la télévision au Sri Lanka. Elle est désormais actrice à Bollywood avec 20 films à son actif.

## Biographie
Jacqueline Fernandez est née le 11 août 1985 à Manam, Bahrain. Son père Elroy Fernandez, ancien chanteur d'un groupe SriLankais, est marié à Kim Fernandez, ancienne hôtesse de l'air. Jacqueline a une grande sœur Géraldine, deux frères aînés Warren et Ryan Fernandez. 
Elle a étudié à Sacred Heart School, Bahrain elle a toujours goût pour la culture et les langues vivantes. Elle parle couramment l'anglais, l'hindi puis elle est partie étudier en Australie à l'Université de Sydney pour une communication de masse. 
Après son diplôme Jacqueline Fernandez a commencé à travailler à la télé comme présentatrice puis elle s'est présenté à Miss Sri Lanka 2006 dont elle a remporté la couronne, elle a représenté son pays à Miss Univers 2006. Elle a étudié dans une école de théâtre "John School of Acting" puis s'est vu offrir un rôle à Bollywood dans le film Aladin en 2009.  

Jacqueline Fernandez est aujourd'hui une actrice de Bollywood qui compte plus de 20 films à son actif. Elle est également mannequin et a ouvert un restaurant au Sri Lanka "Kaema Sutra". 

## Filmographie
| Année | Titre                        | Rôle                       | Notes                                                                                |
| ----- | ---------------------------- | -------------------------- | ------------------------------------------------------------------------------------ |
| 2009  | Aladin (en)                  | Jasmine                    |                                                                                      |
| 2010  | Jaane Kahan Se Aayi Hai (en) | Tara                       |                                                                                      |
| 2010  | Housefull                    | Dhanno                     | Apparition spéciale lors de l'interprétation de la chanson "Aapka Kya Hoga (Dhanno)" |
| 2011  | Murder 2 (en)                | Priya                      |                                                                                      |
| 2012  | Housefull 2                  | Bobby Kapoor               |                                                                                      |
| 2013  | Race 2                       | Omisha                     |                                                                                      |
| 2013  | Ramaiya Vastavaiya (en)      | inconnu                    | Apparition spéciale lors de l'interprétation de la chanson "Jaadu Ki Jhappi"         |
| 2014  | Kick                         | Shaina Mehra               |                                                                                      |
| 2015  | Roy (en)                     | Ayesha / Tia (double rôle) |                                                                                      |
| 2015  | Bangistan (en)               | Rosanna "Rosie"            | Cameo Appearance                                                                     |
| 2015  | Brothers                     | Jenny Fernandes            |                                                                                      |
| 2016  | Definition of Fear (en)      | Sarah Fording              | Hollywood film Post-production                                                       |
| 2016  | Housefull 3                  | Gracy Patel                |                                                                                      |
| 2016  | Dishoom                      | Ishika                     |                                                                                      |
| 2016  | A Flying Jatt                | Kirti                      |                                                                                      |
| 2017  | According to Mathew (en)     | Daphne Reynolds            | English-language film Completed                                                      |
| 2017  | A Gentleman                  | Kavya                      |                                                                                      |
| 2017  | Judwaa 2                     | Alishka                    |                                                                                      |
| 2018  | Baaghi 2                     | inconnu                    | Apparition spéciale lors de l'interprétation de la chanson " Ek Do Teen "            |
| 2018  | Race 3                       | Jessica                    |                                                                                      |
| 2018  | According to Mathew          | Daphne Reynolds            | Sri Lankan English film                                                              |
| 2019  | Drive                        | Tara                       |                                                                                      |

- 2024 : Kill 'Em All 2 de Valeri Milev : Vanessa

## Récompenses et distinctions
| Année | Organisation                       | Prix                                 | Film                                | Résultat   | Ref.   |
| ----- | ---------------------------------- | ------------------------------------ | ----------------------------------- | ---------- | ------ |
| 2010  | IIFA Awards                        | Star Plus Debut of the Year – Female | Aladin                              | Lauréat    | [ 4 ]  |
| 2010  | Stardust Awards                    | Exciting New Face                    | Aladin                              | Lauréat    | [ 5 ]  |
| 2012  | Stardust Awards                    | Best Actress (Thriller/Action)       | Murder 2 (en)                       | Nomination | [ 6 ]  |
| 2013  | IIFA Awards                        | Best Actress in a Supporting Role    | Housefull 2                         | Nomination | [ 7 ]  |
| 2013  | 15th Asianet Film Awards (en)      | Most Stylish Bollywood Actress       | NC                                  | Lauréat    | [ 8 ]  |
| 2015  | BIG Star Entertainment Awards (en) | BIG Star Most Entertaining Dancer    | Kick (for the song "Jumme Ki Raat") | Lauréat    | [ 9 ]  |
| 2015  | Stardust Awards                    | Style Diva                           | Kick                                | Lauréat    | [ 10 ] |
| 2015  | Screen Awards                      | Best Actress (Popular Choice)        | Kick                                | Nomination | [ 11 ] |
| 2015  | Filmfare Glamour & Style Awards    | Emerging Face of Fashion (Female)    | NC                                  | Nomination | [ 12 ] |